# Dr. J.M. den Uylbrug
De Dr. J.M. den Uylbrug is een tweedelige verkeersbrug over de Zaan in Zaanstad. De brug is met aanbruggen circa 200 meter lang.

## Geschiedenis
Eeuwenlang was hier de bouw van een brug niet mogelijk. De Zaan was belangrijk voor de havenactiviteiten met drukke scheepvaart. Echter vanaf het midden van de 20e eeuw werd de industrie aan de  rivier beperkter en Zaanstad had een betere verbinding nodig met het Coentunnelcircuit in Amsterdam. De grote bedrijven werden verplaatst van het Ponteiland naar Industrieterrein Zuiderhout. Bovendien wilde de gemeente de oevers gedeeltelijk voorzien van bebouwing en zo kwam er een enkele betonnen verkeersbrug over de Zaan. Nog voordat de eerste heipaal de grond inging en tot definitieve bouw was besloten stelde de gemeente voor de brug te vernoemen naar Joop den Uyl, de sociaaldemocratische leider en minister-president uit de twintigste eeuw, in december 1987 overleden. De brug was destijds het duurste project ooit binnen de gemeente Zaanstad of stad Zaandam. De eerste paal werd op 1 juni 1989 geslagen nadat de gemeenteraad tot definitieve bouw had besloten.
In juni 1990 was men nog druk aan het bouwen en werd het zeventien meter lange en 115 ton wegende  beweegbare deel geplaatst. De brug zou uiteindelijk zestig miljoen gulden kosten. Minister Hanja Maij-Weggen kwam op donderdag 13 december 1990 de brug openen in bijzijn van Saskia Noorman-den Uyl, dochter van politici Joop en Liesbeth den Uyl. Het motto van Maij-Weggen was “De dr. J.M. den Uylbrug opent een nieuwe toekomst voor Zaanstad”. Noorman-Den Uyl mocht op dezelfde dag het op de brug staande Monument voor Joop den Uyl van Jan Wolkers onthullen.Gelijktijdig met de opening van de brug, waarbij het verkeer buiten het centrum om geleid werd, werd de Gedempte Gracht voetgangersgebied.  
De bouw was niet onomstreden. Sportliefhebbers wezen het project aan als de doodsteek voor de Zaanregatta, die weliswaar al tanende was, maar wel waard om voor te strijden.
De basculebrug werd gebouwd in de gebiedsontsluitingsweg N516, hier als Zuidelijke Randweg van Zaandam getooid met de naam Dr. J.M. den Uylweg aansluitend op de Thorbeckeweg en Provincialeweg. Het ontwerp kwam van architect Norbert Gawronski in Amsterdam verantwoordelijk voor het Wibauthuis. Daar waar het Wibauthuis al weer in 2007 tegen de vlakte ging, is de Den Uylbrug nodiger dan ooit. Per dag passeren 35.000 auto’s (gegevens 2023). De brug werd in eerste instantie uitgevoerd met twee keer één rijstrook en een fietspad. Al na enkele jaren bleek dat de brug te smal was voor het snel toenemende verkeer. Opvallend aan de brug is het hoog geplaatste kraaiennest.
De brug was niet de eerste in Zaanstad die vernoemd is naar een linkse politicus. De iets verderop gelegen Prins Bernhardbrug was oorspronkelijk naar de socialistische voorman Pieter Jelles Troelstra, Troelstrabrug, gedoopt. Amsterdam kent een Liesbeth den Uylbrug.

## Voet- en fietsbrug
Die krapte werd mede veroorzaakt omdat de gemeente de Den Uylweg en Troelstraweg tot zuidelijke randweg hadden gepromoveerd. Dit hield in dat er meer snelverkeer over de brug moest. De oplossing werd gevonden door de brug alleen voor snelverkeer te bestemmen en naast de brug een nieuwe brug te bouwen voor voetgangers en fietsers. Er waren twee opties. Optie één was een brug te bouwen in de stijl van de verkeersbrug, een zogenaamd zusje van de grote brug. De andere optie was een moderne brug, die qua ontwerp meer aansloot bij de nieuwe gebruikers. Geconstateerd werd dat voor welke optie men ook zou kiezen, het beeldbepalende van de originele brug zou aangetast worden. Er werd gekozen voor optie twee, een compleet stalen brug, die deels nog steunt op de originele brug. Opvallend aan de brug is dat het vlakke wegdek geplaatst is op scheef gemonteerde pijlers. Het ontwerp van StudioSK uit Utrecht werd genomineerd voor de Nationale Staalprijs. De voet- en fietsbrug kon in 2012 geopend worden.

## Ongeval
Op 6 februari 2015 verongelukte op de J.M den Uylbrug een fietser dodelijk. Zij bevond zich op het bewegende deel van de op afstand bediende brug op het moment dat deze werd geopend en greep zich vast aan de reling. Toen de brug vrijwel volledig geopend was viel ze ruim 15 meter naar beneden en overleed ter plekke. De Onderzoeksraad voor Veiligheid stelde naar aanleiding van het ongeval een onderzoek in naar de vraag 'hoe de gemeente Zaanstad invulling [geeft] aan haar zorg voor de veiligheid van de brugbediening op afstand'. De raad kwam tot de conclusie dat de gemeente het probleem van de brugbediening te veel vanuit een technisch oogpunt had benaderd en daarbij de samenhang en interactie met mens en omgeving buiten beschouwing had gelaten, waardoor de veiligheid in het geding kwam. Ter nagedachtenis is een kleine plaquette geplaatst. Om de veiligheid te verhogen werd het beweegbare dek van de voet- en fietsbrug geel geschilderd (rest is oudroze).

## Afbeeldingen

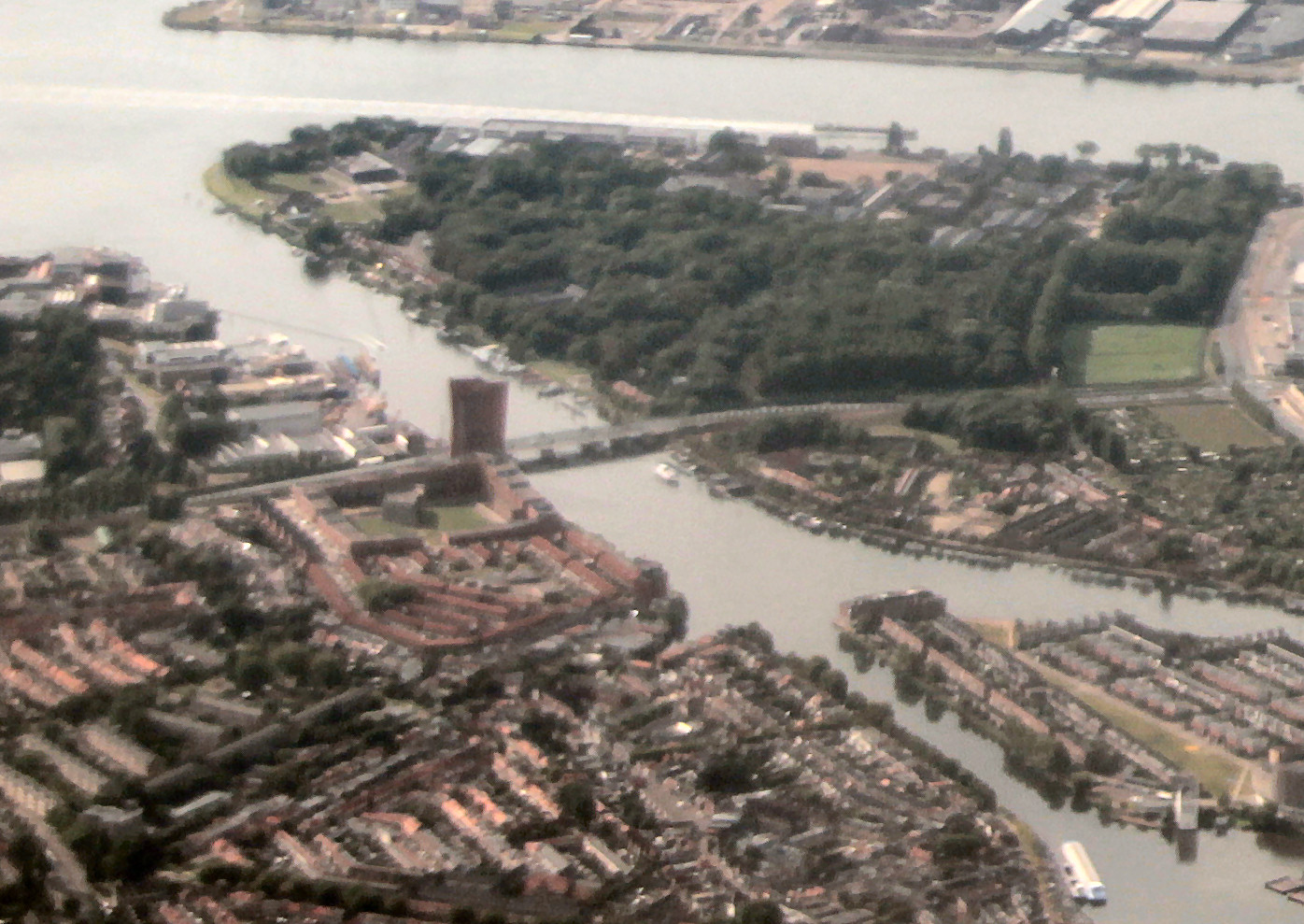
Luchtfoto van de brug (2013)
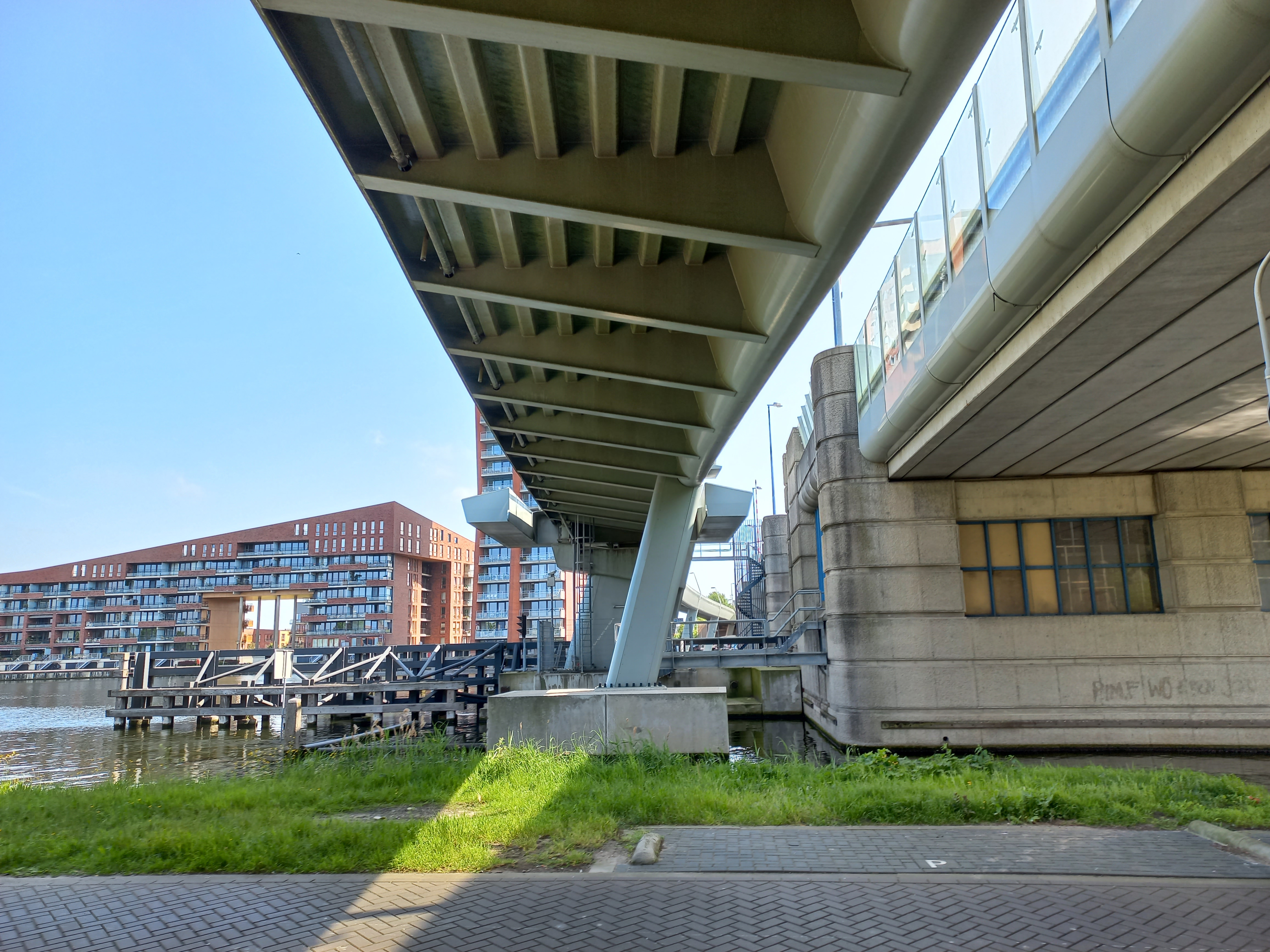
Onderzijde fietsbrug (mei 2023)
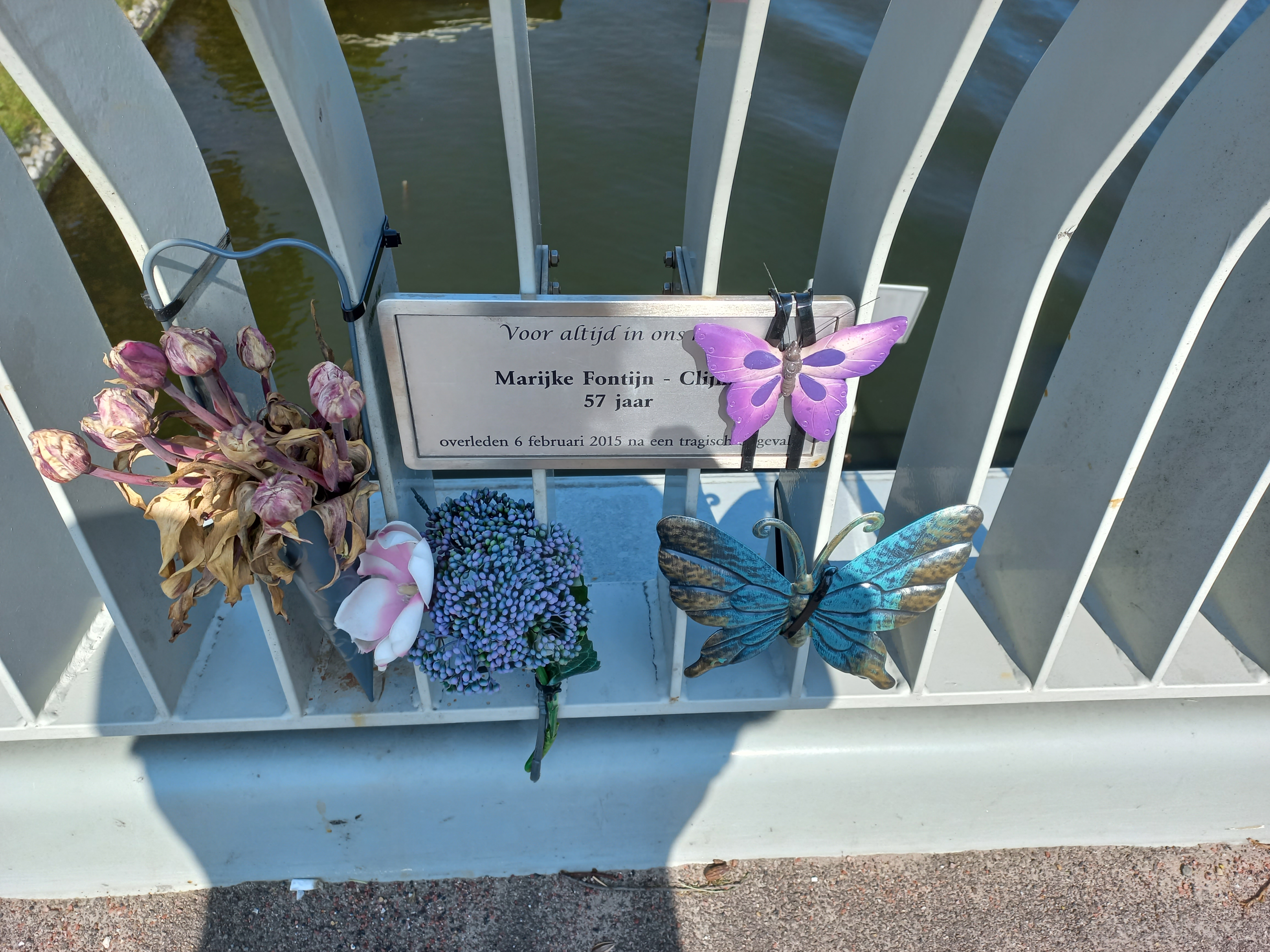
Plaquette (mei 2023)
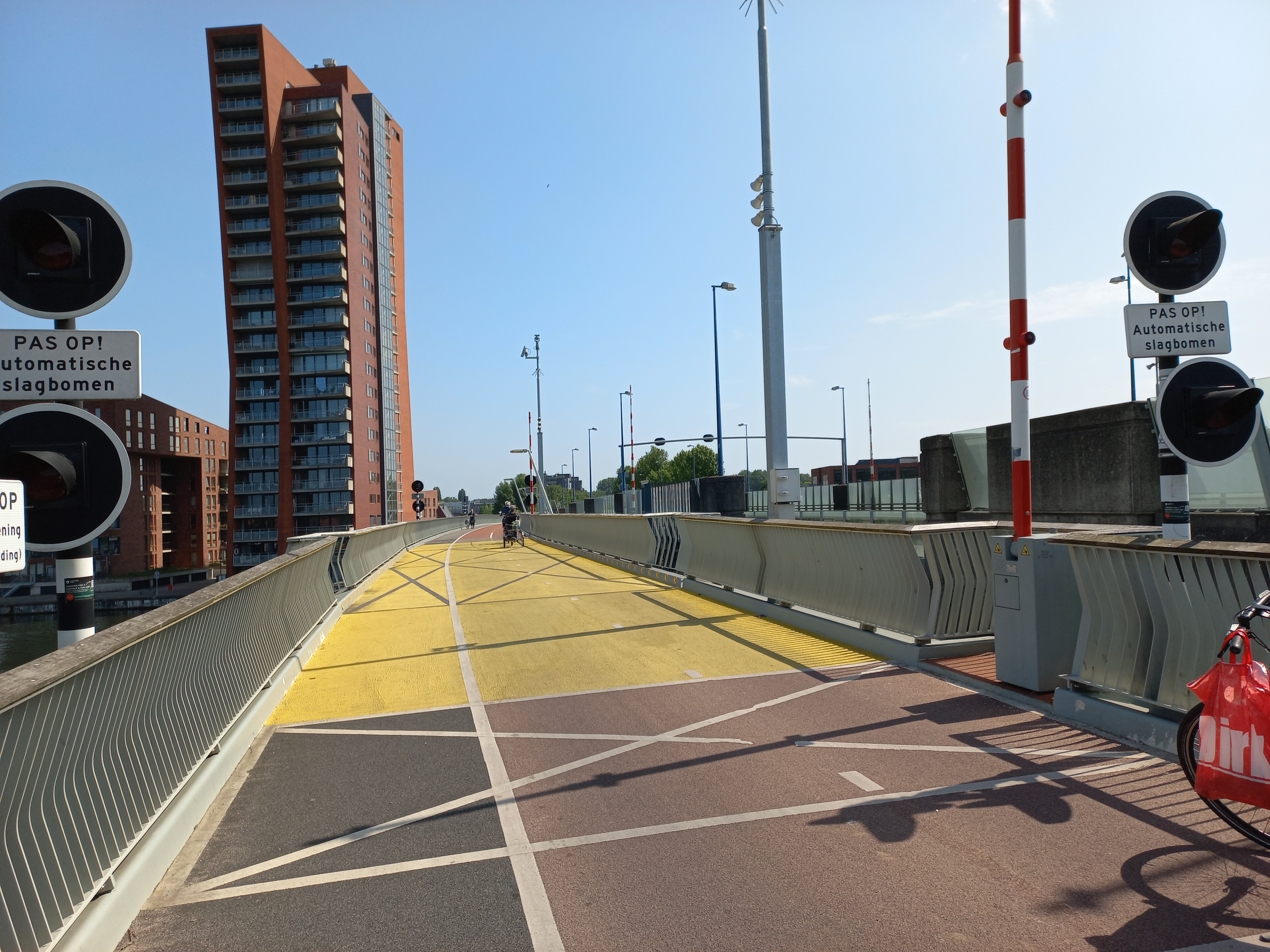
Geel wegdek (mei 2023)
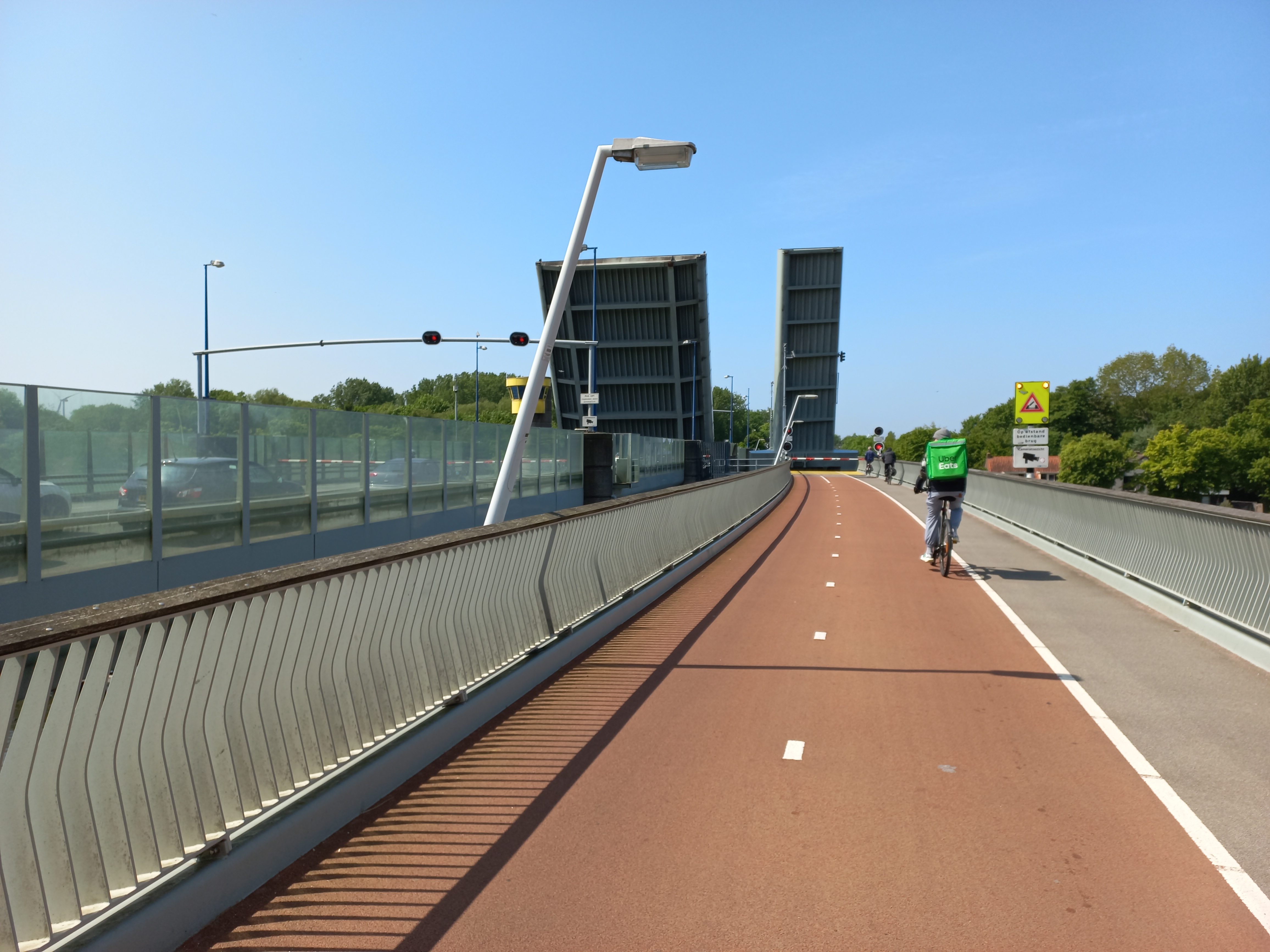
In geopend toestand (mei 2023)